# Johann Tschida
Johann Tschida (* 27. April 1916 in Illmitz; † 4. August 1983 in Wien) war ein österreichischer Politiker (ÖVP) und Beamter. Er war von 1959 bis 1962 Mitglied des Bundesrates und von 1962 bis 1975 Abgeordneter zum Österreichischen Nationalrat.

## Leben
Tschida besuchte nach der Volksschule das Gymnasium und studierte danach an der Hochschule für Bodenkultur. Am 11. August 1938 beantragte der damals in Illmitz wohnhafte Tschida die Aufnahme in die NSDAP und wurde am 1. Januar 1940 aufgenommen (Mitgliedsnummer 8.530.787). Nach dem Abschluss seines Studiums 1947 als Agraringenieur mit dem akademischen Grad Dipl.-Ing. trat 1947 in den Dienst der Burgenländischen Landwirtschaftskammer und arbeitete von 1947 bis 1951 als landwirtschaftlicher Fachberater und landwirtschaftlicher Bezirksreferent bei den landwirtschaftlichen Bezirksreferaten in Jennersdorf und Eisenstadt. Im Anschluss war Tschida ab 1951 Leiter der Bauernschule der Burgenländischen Landwirtschaftskammer in Neusiedl am See. Politisch fungierte Tschida ab 1959 als Bezirksobmann der ÖVP Neusiedl am See, des Weiteren vertrat er die ÖVP Burgenland vom 16. Juni 1959 bis zum 14. Dezember 1962 im Bundesrat. Danach war er vom 14. Dezember 1962 bis zum 4. November 1975 Abgeordneter zum Nationalrat. 
Er war seit 1946 Mitglied der katholischen Studentenverbindung KaV Austro-Peisonia Wien im ÖCV.